# Мідеплавильний завод у Тутукуді
Мідеплавильний завод у Тутукуді (Thoothukudi) – підприємство кольорової металургії, яке діяло у штаті Тамілнад поблизу порту Тутукуді (раніше був відомий під європеїзованою назвою Тутікорин).
В 1996 році компанія Sterlite Copper (в подальшому стала частиною конгломерату Vedanta Limited) започаткувала діяльність з виплавки міді у штаті Тамілнад. Тут спорудили мідеплавильний завод, потужність якого на початку 2000-х становила 180 тисяч тон на рік. В 2005-му цей показник збільшили до 300 тисяч, а в подальшому довели до 400 тисяч. Також завод випускав 205 тисяч тон рафінованої міді та 90 тисяч тон мідного прокату.
Частину необхідного для роботи підприємства концентрату отримували з належних Sterlite Copper копалень у Австралії, втім, в 2005-му останні забезпечили лише 11% потреб у сировині (відомо, що рудник Маунт-Лаєлл міг продукувати біля 30 тисяч тонн міді в концентраті).
Під час плавки виділяються великі обсяги окису сірки, тому невід’ємною частиною технології є нейтралізація цієї шкідливої сполуки. Як наслідок, завод був великим виробником сірчаної кислоти – до 1,2 млн тон на рік. Частину цієї кислоти використовували для продукування із імпортованих фосфоритів фосфорної кислоти в обсягах 230 тисяч тон на рік. В подальшому фосфорна кислота продавалась на місцевому ринку виробникам добрив. Надлишки сірчаної кислоти також реалізовували на ринку, де Sterlite Copper займала частку до 95% (загальні обсяги виробництва цього продукту в Індії в рази більші, аніж були у Sterlite Copper, проте зазвичай він споживається у технологічному циклі самих виробників та не потрапляє на ринок).
Іншими супутніми продуктами заводу були силікофтороводнева кислота (hydrofluorosilicic acid, використовується у фторуванні води) в обсягах 10 тисяч тон на рік, мідеплавильний шлак («залізний пісок», зазвичай використовується у будівництві доріг) в обсягах 600 тисяч тон на рік та фосфогіпс.
Енергетичні потреби підприємства забезпечувала належна Sterlite Copper вугільна електростанція потужністю 160 МВт.
У 2018 році під час протестів місцевих мешканців, які вважали завод винуватим у суттєвому забруденні довкілля, поліція відкрила вогонь, що призвело до загибелі кількох людей. Це привернуло особливу увагу суспільства до ситуації та призвело до рішення владних структур щодо закриття підприємства. Власник намагався у судовому порядку добитись відновлення роботи, проте станом на першу половину 2023-го це не призвело до позитивних результатів. Так само безрезультатним виявилось і звернення власників до влади інших штатів щодо надання майданчику для перенесення обладнання.